# St. Peter und Paul (Pfraundorf)

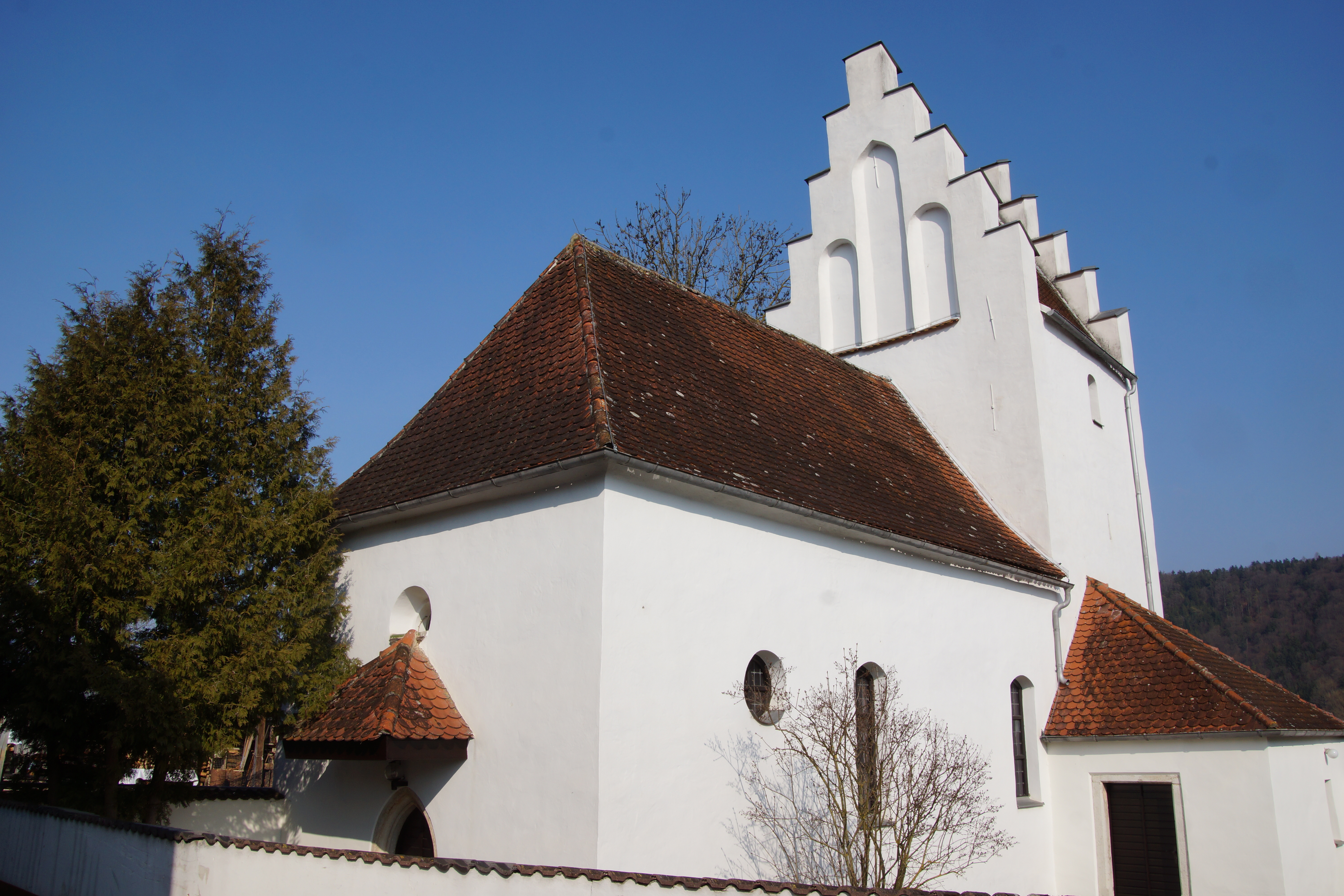
St. Peter und Paul in Pfraundorf

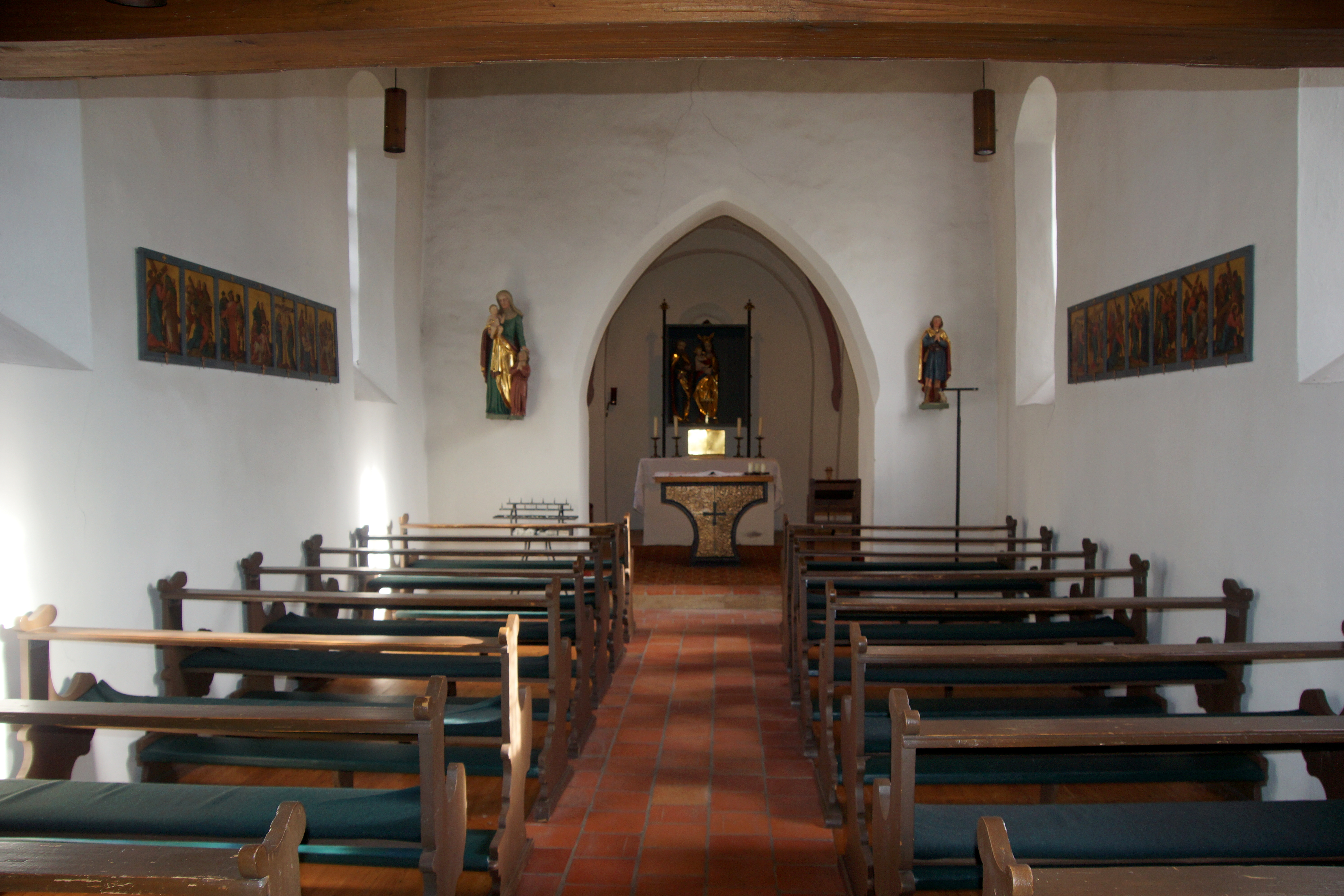
Innenraum

Die römisch-katholische Kirche St. Peter und Paul steht in Pfraundorf, einem Gemeindeteil des Marktes Kinding im oberbayerischen Landkreis Eichstätt. Sie ist in der Liste der Baudenkmäler in Kinding unter der Nr. D-1-76-137-82 eingetragen. Die Kirche ist eine  Filialkirche der Pfarrei Mariä Opferung in Kirchanhausen im Pfarrverband Beilngries (Dekanat Eichstätt, Bistum Eichstätt).

## Beschreibung
Die frühgotische Saalkirche wurde im 13. Jahrhundert erbaut. Sie besteht aus dem Langhaus und dem Chorturm im Osten, der im 16./17. Jahrhundert aufgestockt und mit einem Satteldach zwischen Staffelgiebeln bedeckt wurde. Die Sakristei ist an der Südwand des Turms angebaut. 
Der Innenraum des Chors bzw. das Erdgeschoss des Turms ist mit einem Kreuzrippengewölbe überspannt, der des Langhauses mit einer Holzbalkendecke. Der Chorbogen wird von den Skulpturen der Anna selbdritt und des Wendelin flankiert. Die Orgel auf der Empore wurde 1879 als Opus 75 von einem Orgelbauer der Familie Bittner errichtet.